# とおりゃんせ〜深川人情澪通り
『とおりゃんせ〜深川人情澪通り』（とおりゃんせ ふかがわにんじょうみおどおり）は、北原亞以子の連作時代小説シリーズ。講談社より1989年刊行の『深川澪通り木戸番小屋』が第17回泉鏡花文学賞を受賞、2013年にかけてシリーズ化された。全6巻。江戸・深川の澪通りの木戸番小屋に棲む心やさしい夫婦と、暮らしに苦しみ2人のもとを訪れる市井の人々との交わりを通じて人生の機微を描く。基本は連作短編だが、第2巻のみはそれぞれ長編分量の2編が収録された大冊となっている。
『とおりゃんせ〜深川人情澪通り』（とおりゃんせ ふかがわにんじょうみおどおり）と題してNHK総合「金曜時代劇」で1995年から1996年にテレビドラマ化、あおきてつおにより2004年から2005年に漫画化、『とおりゃんせ 深川人情澪通り』と題し2004年に舞台化された。

## 作品一覧
1. 深川澪通り木戸番小屋（1989年4月）
  - 深川澪通り木戸番小屋
  - 両国橋から
  - 坂道の冬
  - 深川しぐれ
  - ともだち
  - 名人かたぎ
  - 梅雨の晴れ間
  - わすれもの
2. 深川澪通り燈ともし頃（初出：『茨城新聞』1993年4月4日 - 11月18日 ほか）
  - 藁
  - たそがれ
3. 新地橋 深川澪通り木戸番小屋（初出：『小説現代』1995年4月号、6月号、7月号、8月号、10月号）
  - 新地橋
  - うまい酒
  - 深川育ち
  - 鬼の霍乱
  - 親思い
  - 十八年
4. 夜の明けるまで 深川澪通り木戸番小屋
  - 女のしごと（「晴れ、雨、曇り」改題、初出：『小説現代』1996年7月号）
  - 初恋（初出：『小説現代』1997年1月号）
  - こぼれた水（初出：『小説現代』1998年3月号
  - いのち（初出：『小説現代』1998年9月号
  - 夜の明けるまで（初出：『小説現代』2002年9月号）
  - 絆（初出：『小説現代』2003年1月号）
  - 奈落の底（初出：『小説現代』2003年4月号）
  - ぐず（「昔は昔」改題、初出：『小説現代』2003年7月号）
5. 澪つくし 深川澪通り木戸番小屋（2011年6月）
  - いま、ひとたびの
  - 花柊
  - 澪つくし
  - 下り闇
  - ぐず豆腐
  - 食べくらべ
  - 初霜
  - ほころび
6. たからもの 深川澪通り木戸番小屋（2013年10月）
  - 如月の夢
  - かげろう
  - たからもの
  - 照り霞む
  - 七分三分
  - 福の神
  - まぶしい風
  - 暗鬼

## 受賞歴
- 第17回（1989年度）泉鏡花文学賞（『深川澪通り木戸番小屋』）
- 第39回（2005年）吉川英治文学賞（『夜の明けるまで』）

## 書誌情報
1. 深川澪通り木戸番小屋（1989年4月24日、講談社、ISBN 978-4-06-202543-0）
  - 深川澪通り木戸番小屋（1993年9月3日、講談社文庫、ISBN 978-4-06-185484-0）
2. 深川澪通り燈ともし頃（1994年11月14日、講談社、ISBN 978-4-06-207180-2）
  - 深川澪通り燈ともし頃（1997年9月12日、講談社文庫、ISBN 978-4-06-263609-4）
3. 新地橋 深川澪通り木戸番小屋（1995年12月15日、講談社、ISBN 978-4-06-207845-0）
  - 新地橋 深川澪通り木戸番小屋（1998年9月14日、講談社文庫、ISBN 978-4-06-263882-1）
4. 夜の明けるまで 深川澪通り木戸番小屋（2004年1月28日、講談社、ISBN 978-4-06-212197-2）
  - 夜の明けるまで 深川澪通り木戸番小屋（2007年6月15日、講談社文庫、ISBN 978-4-06-275770-6）
5. 澪つくし 深川澪通り木戸番小屋（2011年6月9日、講談社、ISBN 978-4-06-216804-5）
  - 澪つくし 深川澪通り木戸番小屋（2013年9月13日、講談社文庫、ISBN 978-4-06-277647-9）
6. たからもの 深川澪通り木戸番小屋（2013年10月18日、講談社、ISBN 978-4-06-218629-2）
  - たからもの 深川澪通り木戸番小屋（2015年10月15日、講談社文庫、ISBN 978-4-06-293237-0）

## テレビドラマ
『とおりゃんせ〜深川人情澪通り』（とおりゃんせ〜ふかがわじんじょうみおどおり）と題し、1995年9月から1996年3月までNHKの「金曜時代劇」枠で放送された。北原亞以子の｢深川澪通り木戸番小屋｣シリーズを原作とした時代劇。

### ストーリー
謎を秘めた木戸番小屋の夫婦と町の人々の交流を描いた、原則1話完結のシリーズ。

### キャスト
- 笑兵衛 - 神田正輝
- お捨 - 池上季実子
- 爽太 - 石黒賢
- 弥太右衛門 - 大木実
- 松島市蔵 - 林隆三
- おふく - 八木小織

### スタッフ
- 原作 - 北原亞以子『深川澪通り木戸番小屋』『深川澪通り燈ともし頃』『新地橋 深川澪通り木戸番小屋』
- 脚本 - 大野靖子、下川博、塩田千種、小林竜雄、綾瀬麦彦、斉藤樹実子、池田政之
- 制作統括 - 小宮山佳典
- 演出 - 原島邦明、小林武、吉川邦夫、遠藤理史、関口聰、本木一博、原林麻奈、渡邊良雄
- ナレーション - 平田満
- 音楽 - 大島ミチル
- 主題歌 - おおたか静流 「水の恋唄」
- 制作 - NHK

### 放送日程
カッコ内は放映日。
| 放送回 | 放送日         | サブタイトル         | 脚本       | 演出 |
| ------ | -------------- | -------------------- | ---------- | ---- |
| 第1回  | 1995年09月15日 | 名人かたぎ           | 大野靖子   |      |
| 第2回  | 09月22日       | 樽屋のおくめ         | 大野靖子   |      |
| 第3回  | 09月29日       | 鬼に逢う日           | 大野靖子   |      |
| 第4回  | 10月06日       | ともだち             | 大野靖子   |      |
| 第5回  | 10月13日       | 雲間の出来事         | 下川博     |      |
| 第6回  | 10月20日       | 似たものどうし       | 塩田千種   |      |
| 第7回  | 10月27日       | うさぎ               | 大野靖子   |      |
| 第8回  | 11月10日       | 幼なじみ             | 小林竜雄   |      |
| 第9回  | 11月17日       | 残り火               | 下川博     |      |
| 第10回 | 11月24日       | 男の背中             | 塩田千種   |      |
| 第11回 | 12月15日       | 十手と簪（かんざし） | 綾瀬麦彦   |      |
| 第12回 | 12月22日       | わかれ道             | 斉藤樹実子 |      |
| 第13回 | 1996年01月05日 | 鶴の行方             | 大野靖子   |      |
| 第14回 | 01月12日       | 女子豹変す           | 斉藤樹実子 |      |
| 第15回 | 01月19日       | 冬の恋文             | 塩田千種   |      |
| 第16回 | 01月26日       | 福寿草               | 池田政之   |      |
| 第17回 | 02月02日       | 侘助                 | 綾瀬麦彦   |      |
| 第18回 | 02月09日       | 頬の傷               | 綾瀬麦彦   |      |
| 第19回 | 02月16日       | めぐり逢い           | 斉藤樹実子 |      |
| 第20回 | 02月23日       | いのちの証           | 池田政之   |      |
| 第21回 | 03月01日       | 十三川騒動           | 大野靖子   |      |
| 第22回 | 03月08日       | 噂の女               | 大野靖子   |      |
| 最終回 | 03月15日       | お捨と笑兵衛         | 大野靖子   |      |

- 第1回は19:30 - 20:44に拡大。
- 12月1日の第11回は「東京大田区立てこもり事件」関連ニュースのため20:33で途中中断。
- 第13回は20:15 - 21:14に拡大。

| NHK総合 金曜時代劇 | NHK総合 金曜時代劇              | NHK総合 金曜時代劇 |
| 前番組             | 番組名                          | 次番組             |
| ------------------ | ------------------------------- | ------------------ |
| 宝引の辰捕者帳     | とおりゃんせ 〜深川人情澪通り〜 | 夢暦長崎奉行       |

## 漫画
あおきてつおにより漫画化され、集英社『漫画時代劇ファン』2004年第1号から2005年第3号に連載（休載12号、13号）、時代劇ファンコミックスから刊行された。全2巻。

## 舞台
『とおりゃんせ 深川人情澪通り』と題して舞台化され、石原プロと明治座・御園座の提携による名作特別公演として、明治座にて2004年8月1日から8月26日に、御園座にて10月31日から11月25日に上演された。

### 出演
- 神田正輝
- 池上季実子
- 浅茅陽子
- 山本みどり
- 加勢大周
- 梅津栄
- 曾我廼家寛太郎
- 内田稔
- 若林豪

### スタッフ（舞台）
- 原作 - 北原亞以子『深川澪通り木戸番小屋』より
- 脚本 - 大野靖子
- 演出 - 水谷幹夫